# Перро д’Абланкур, Никола
Никола́ Перро́ д’Абланку́р (фр. Nicolas Perrot d'Ablancourt; 5 апреля 1606 года, Шалон-ан-Шампань — 17 ноября 1664 года, Париж) — французский переводчик с латыни, древнегреческого и испанского, член Французской Академии. Его неточные, но красиво изложенные переводы были остроумно названы «les belles infidèles» (неверные красавицы); это выражение обогатило французский язык.

## Биография и карьера
Изучал право и в 18 лет уже был адвокатом. Будучи протестантом по рождению, в 20 лет перешёл в католичество, но через 5-6 лет снова вернулся к протестантизму. Чтобы избежать нареканий за свою религиозную изменчивость, отправился путешествовать и посетил Голландию и Англию. По возвращении во Францию за гладкий слог и академически-правильный язык переводов был принят Академией в число академиков (1637).
Кольбер рекомендовал его Людовику XIV в историографы, но король не захотел, чтобы историю писал вероотступник.
Из литературных трудов д’Абланкура славились его переводы Тацита (1640 и 1651), Лукиана (1654) и Фукидида (1662). Современники считали д’Абланкура одним из лучших стилистов французского языка, но критиковали неверности и искажения в его переводах, названных «les belles infidèles» (неверные красавицы). Остроумное выражение прижилось во французском языке.
Д’Абланкур также перевёл:
- «Окта́вия», апологию Минуция Феликса (1637);
- 4 речи Цицерона;
- «Поход Александра» Арриана (1646);
- «Отступление десяти тысяч» Ксенофонта (1648);
- «Комментарии» Цезаря (1650);
- «Апофегмы древних» (1664);
- «Стратегемы» Фронтина (1664);
- с испанского языка «Описание Африки» Луиса дель-Мармоль-Каравахаля (es:Luis del Mármol Carvajal, 1667).

Умер в Париже в 1664 году, не закончив перевод, который был доделан его другом Патрю́. Был похоронен в Абланкуре.